# 레지 낼더
레지 놀더(영어: Reggie Nalder, 본명 독일어: Alfred Natzler, 1907년 9월 4일 ~ 1991년 11월 19일)는 오스트리아의 배우이다.
오스트리아-헝가리 빈에서 태어났으며 캘리포니아주 로스앤젤레스군 샌타모니카에서 사망하였다.

## 영화
- 흡혈귀 졸탄 (1978년)
- 카사노바 (1976년)
- 수정 깃털의 새 (1969년)
- 비밀지령 (1968년)
- 맨츄리안 켄디데이트 (1962년)
- 선셋 77번가 (1958년)
- 나는 비밀을 알고 있다 (1956년)
- 과거를 가진 애정 (1955년)
- 선장 파비안의 모험 (1951년)